# Sium ninsi
Sium ninsi är en flockblommig växtart som beskrevs av Carl von Linné. Sium ninsi ingår i släktet vattenmärken, och familjen flockblommiga växter. Inga underarter finns listade i Catalogue of Life.